# Монфор-ан-Шалос
Монфор-ан-Шалос (фр. Montfort-en-Chalosse — коммуна и город во Франции.

## География
Город и коммуна Монфор-ан-Шалос находится на крайнем юго-западе Франции, в департаменте Ланды региона Аквитания. Город лежит на берегах реки Казо, одного из притоков Люи. Коммуна населена гасконцами и на гасконском языке называется Monhòrt.

## История
Город возник в XIII веке как бастида — укреплённое поселение (около 1241 года), построенное англичанами как и ряд других замков и бастид, для утверждения своей власти в Аквитании в ответ на притязания короля Франции Людовика IX. 24 марта 1526 года Монфор-ан-Шалос посетил король Франциск I.
Из сохранившихся в городе памятников архитектуры следует назвать церковь Сен-Пьер (XIII век), а также задние музея Шалос (XIX век).